# Пашкевич, Василий Васильевич (Герой Социалистического Труда)
Василий Васильевич Пашкевич (9 декабря 1913, Великое Село — 24 марта 1988, Железноводск) — советский шахтёр, начальник участка шахты № 3 комбината «Тулауголь» Министерства угольной промышленности западных районов СССР, Тульская область, Герой Социалистического Труда (1948).

## Биография
Родился 9 декабря 1913 года в деревне Великое Село Заславской волости Минского уезда Минской губернии (ныне Минского района Минской области республики Беларусь) в крестьянской семье. Белорус.
Окончил 4 класса сельской школы. С 11 лет батрачил у кулаков, пас скот.
Самостоятельную трудовую деятельность начал в 1928 году лесорубом в лесничестве в своём районе. В 1930—1932 годах работал в колхозе имени Сталина в своей деревне. В 1932 году завербовался на стройку в Среднюю Азию, где два года работал землекопом в Ташкенте.
В 1934 году приехал в Донбасс. Трудовой путь шахтёра начал вагонщиком на шахте имени Кагановича (ныне в составе города Кривой Рог, Днепропетровская область). Затем работал забойщиком на шахте № 9 «Капитальная» в городе Сталино.
В 1936 году был откомандирован в Подмосковный угольный бассейн, где поступил работать навалоотбойщиком на шахту № 18 треста «Болоховуголь» (Тульская область). Проработал на этой шахте забойщиком, десятником, помощником начальника участка, начальником участка до начала Великой Отечественной войны.
В сентябре 1941 года был эвакуирован на восток, работал начальником участка на шахте треста «Востоксибуголь» в городе Черемхово (Иркутская область). Но уже через полгода в апреле 1942 года вернулся в Подмосковный бассейн на свою шахту. В дальнейшем работал начальником участки шахты № 20, начальником шахты № 1.
В мае 1946 года назначен начальником участка шахты № 3 треста «Скуратовуголь» (Красногорский район Тульской области). Участок первым в комбинате перешёл на работу по графику, предусматривающему добычу угля не в три, а только в две смены; третья смена — подготовительная. Добыча угля при работе по-новому выросла. Среднесуточная добыча угля в 1947 году, по сравнению по 1946 годом, выросла на 80 %, в 1948 году — на 150 %. Производительность труда основой категории подземных рабочих — навалоотбойщиков выросла в 1947 году на 13 %, в 1948 году — на 17 %.
Участок Пашкевича отличался высокой производственной культурой: крепление выработок добротное, технически обоснованное, штреки отлично освещены и сухие, всюду, где надо, прорыты дренажные канавы; всегда исправные механизмы работают безотказно и безостановочно, нет задержек и вынужденных простоев.
Указом Президиума Верховного Совета от 28 августа 1948 года за выдающиеся успехи в деле увеличения добычи угля, восстановления и строительства угольных шахт и внедрение передовых методов работы, обеспечивающих значительный рост производительности труда Пашкевичу Василию Васильевичу присвоено звание Героя Социалистического Труда с вручением ордена Ленина и золотой медали «Серп и Молот».
Продолжал работать начальником участков на шахтах комбината «Тулауголь». С марта 1949 года — на шахте № 9, с декабря 1953 года — на шахте № 21, с марта 1954 года — на шахте № 68. В феврале 1964 года вышел на заслуженный отдых.
В том же году переехал в город Железноводск Ставропольского края. Скончался 24 марта 1988 года.

## Награды
- трижды орден Ленина (04.07.1942, 28.08.1948, 26.04.1957);
- медаль «За трудовую доблесть» (16.09.1952);
- медаль «За трудовое отличие» (04.09.1948).